# Фернандес де Кордова, Гонсало
Гонса́ло Ферна́ндес де Ко́рдова (исп. Gonzalo Fernández de Córdoba; 1 сентября 1453, Монтилья — 2 декабря 1515, Гранада) — князь Ольбии и Сант-Анджелло — испанский генерал и военный реформатор, во многом благодаря его выдающимся победам Испания в XVI в. стала одной из самых мощных военных держав в Европе. Получил прозвище Великий Капитан (исп. El Gran Capitán), был, возможно, одним из основоположников тактики ведения позиционной войны. Многими историками считается одним из лучших военных деятелей своего времени. За всю свою карьеру проиграл только одно сражение — битву при Семинаре.

## Происхождение. Юность
Гонсало де Кордова родился в маленьком городке Монтилья неподалёку от Кордовы, в богатой аристократической семье. Он был вторым сыном знатного кабальеро Педро Фернандеса де Кордовы (ок. 1423—1455), 5-го Агилар-де-ла-Фронтера и Прьего-де-Кордова, и Эльвиры де Эррера и Энрикес, двоюродной сестры Хуаны Энрикес, королевы Арагона. Элеонор де Эррера была дочерью Педро Нуньеса де Эрреры, сеньора де Педрасы, и Бланки Энрикес де Мендосы, дочери адмирала Кастилии Альфонсо Энрикеса (сына Фадрике Альфонсо де Кастилия) и Хуаны де Мендоса. В 1455 году, когда Гонсало было два года, его отец умер. Его старший брат, Алонсо Фернандес де Кордова (ок. 1447—1501), унаследовал все поместья своего отца, оставив Гонсало искать свое собственное счастье. Ещё в совсем раннем возрасте (в 13 лет) был отправлен родителями к Кастильскому двору, где состоял в свите сестры короля Энрике IV — Изабеллы Кастильской (будущей королевы Испании).

## Мавританские завоевания
Избрав в очень раннем возрасте военную карьеру, ещё юношей принимал участие во многих сражениях испанской армии. Во время войны с мусульманской Гранадой Гонсало заслужил большое уважение как среди рядовых солдат, так и в кругу военной аристократии. Его роль и статус в ходе войны постоянно росли.
В 1482 году Гонсало доверяют руководство армией. Здесь талант молодого военачальника раскрывается в полной мере: новаторские методы ведения войны, расчётливость, находчивость, разнообразные тактики. Кроме качеств, присущих военачальнику, Гонсало также обладал личной смелостью и отвагой, за что его уважали в армии. Так, к примеру, при осаде испанцами Монтефрио, Гонсало лично вместе со своими солдатами взбирался по осадной лестнице на вражескую стену и сражался с мусульманами.
Успех не заставил себя ждать. Во многом благодаря заслугам Гонсало де Кордовы к 1492 году, со взятием Гранады, Гранадский эмират перестал существовать, и мусульмане были вытеснены с Пиренейского полуострова. Испания праздновала триумф.
Для закрепления испанской гегемонии в Гранаде Гонсало ещё некоторое время принимал участие в небольших стычках, захватывая деревни, подавляя небольшие повстанческие движения. Из этой войны Кордова вышел уже состоявшимся генералом, способным не только применять новые тактики, но и комбинировать их с новыми технологиями того времени, в частности с порохом.

## Первая итальянская война (1494—1498)
Успешные действия Гонсало де Кордовы во время войны в Гранаде привлекли внимание королевы Изабеллы I и её мужа Фердинанда II Арагонского. В 1495 году по указу королевы Гонсало отплыл на юг Италии с двухтысячным войском, чтобы помочь итальянцам отвоевать Неаполь у французской армии. Несмотря на то, что французские гарнизоны не имели единого командования, в битве при Семинаре испанцам в союзе с неаполитанцами не удалось одержать над ними победу.
Это поражение вынудило Гонсало отступить, но сдаваться испанский генерал не собирался. С этого момента Гонсало де Кордова применял тактику партизанской войны. Ввиду того, что его войско значительно уступало французскому по численности, Гонсало, вместо того, чтобы встречаться с врагом лицом к лицу на поле боя, начал совершать набеги на французские обозы с продовольствием. Используя эту тактику, Гонсало смог таким образом и сберечь свою армию, и сорвать планы французов, взяв инициативу в свои руки. В 1496 году испанские войска захватили Ателлу и взяли в плен французского капитана Монпансье; менее чем за год Гонсало очистил территорию Италии от французских гарнизонов, остававшихся в крепостях, а французский гарнизон в Неаполе капитулировал.
Заявлять, тем не менее, свои права на Неаполь испанцы пока не могли по той же причине — войска Гонсало были слишком малочисленны. Поэтому в 1498 году все оккупированные французами земли вернулись во владение итальянцев. За победу над Францией Папа Римский выразил личную благодарность испанскому генералу.

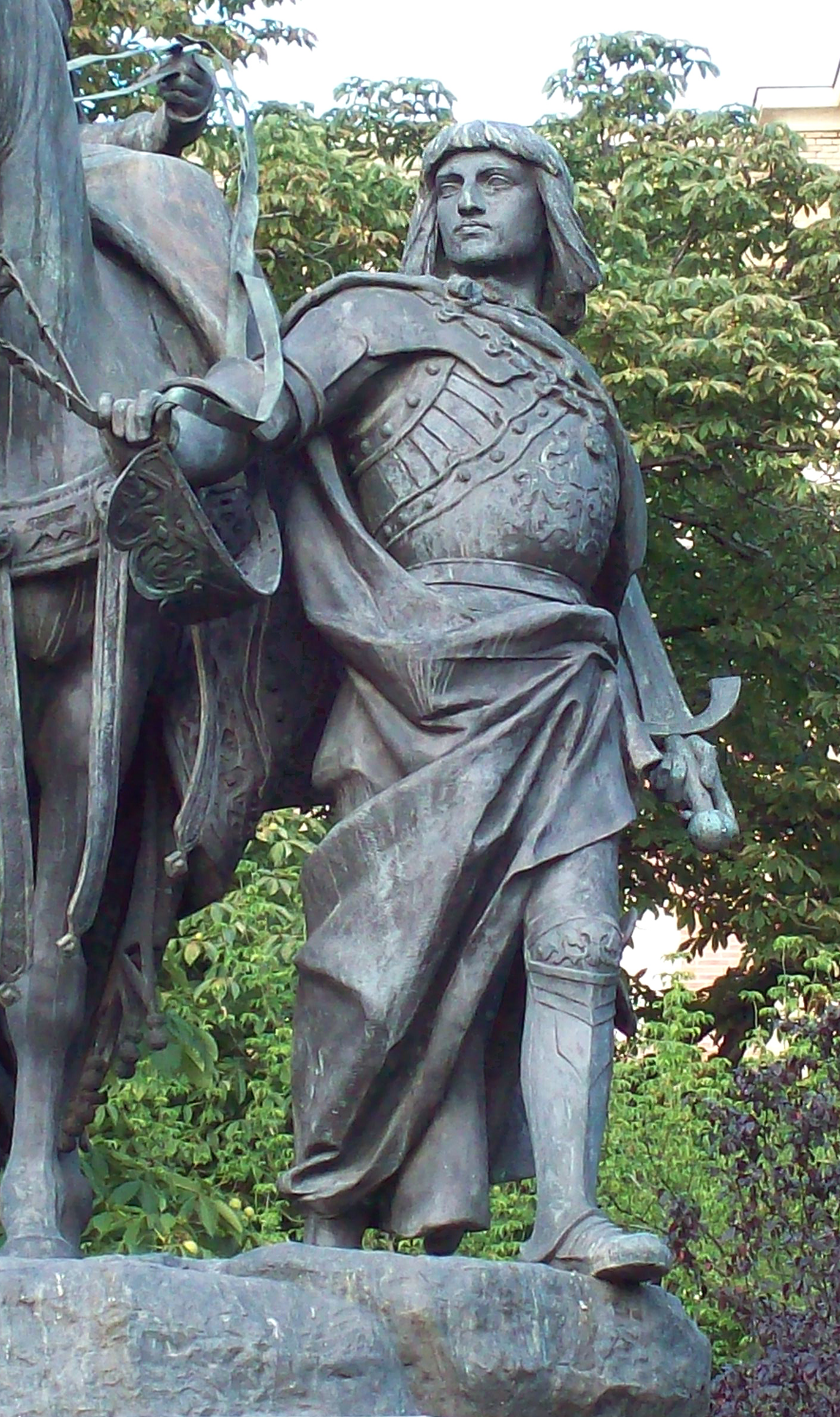
Гонсало де Кордова на фрагменте монументального комплекса, посвящённого Изабелле I Кастильской. Мадрид. Испания.

## Между двумя итальянскими войнами
В затянувшемся военном конфликте между турками и венецианцами, последние терпели поражение за поражением. В 1500 году венецианский дож Агостино Барбариго запросил помощи у Святого Престола и католических монархов. Изабелла I и Фердинанд откликнулись на этот зов. Осенью Гонсало де Кордова отправился на остров Кефалония, где в союзе с венецианцами осаждает захваченный турками Аргостолион. Под началом Гонсало работает Педро Наварро — известный военный инженер, мастер подрывов. 24 декабря, после двух месяцев осады, Педро Наварро успешно подрывает стены турецкой крепости в двух местах, начинается штурм. 80 оставшихся в живых турок капитулировали.
Вернувшись в Испанию, обогащённый новым опытом, Гонсало де Кордова полностью реформирует армию. Первым делом он разделил армию на так называемые секции или части, по стратегической роли: пехота, кавалерия, артиллерия и т. д. Такая расстановка сил позволяла Гонсало более гибко и эффективно использовать войска в сражении, в зависимости от отдельно взятой ситуации. Однако наиболее важным нововведением в испанской армии стало пороховое оружие, а именно аркебузы с плечевым прикладом, которые можно было закрепить на земле с помощью опор. Многие военачальники в то время не доверяли этому новшеству, предпочитая взамен арбалеты. Гонсало же стал в этой сфере новатором: он видел в аркебузах тактическое преимущество — построение стрелков в несколько рядов позволяло уже выстрелившим бойцам отступить назад и перезарядить оружие. Ещё одним преимуществом аркебузы был грохот и дым, наводивший ужас на лошадей, вызывая сумятицу в рядах кавалерии и затрудняя тем самым её атаку. Во второй итальянской войне Гонсало де Кордова в полной мере продемонстрировал все свои новшества, благодаря ему испанская армия стала самой эффективной и действенной силой в Европе.

## Вторая итальянская война (1499—1504)

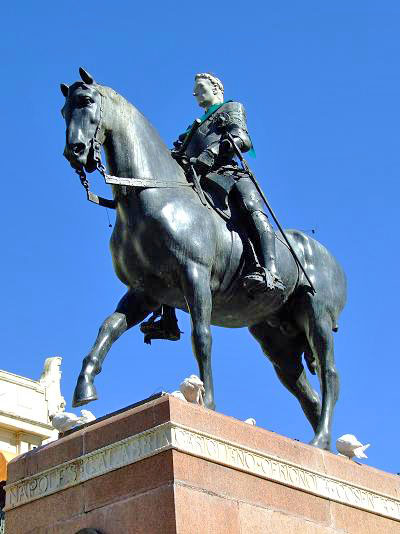
Конная статуя Гонсало де Кордовы, установленная в 1923 году в Кордове, Испания.

### Битва при Чериньоле
В 1503 году Гонсало де Кордова с армией в 9000 человек высадился на юге Италии. 21 апреля он одержал блестящую победу над французами в битве при Чериньоле. Атака французской кавалерии во главе с герцогом Немурским сокрушилась о стройные ряды испанских аркебузеров, сам французский военачальник был убит. Пехота же французов, состоявшая в основном из швейцарских наёмников, была наголову разбита неожиданной атакой с флангов испанской конницы. Это было первое сражение в военной истории, выигранное с помощью огнестрельного оружия.

### Битва при Гарильяно
В том же году испанские войска вошли в Неаполь и оккупировали город. Французы были вынуждены отступить к реке Гарильяно. Обе армии, разделённые рекой, в течение долгого времени не приступали к решительным действиям. Первым взял инициативу Гонсало: он приказал части своего войска двигаться по направлению к реке Вольтурно, чтобы убедить французов, что он отступает. Сам же испанский генерал тем временем начал готовиться к переправе. В ночь с 27 на 28 декабря испанская армия тайно переправилась через реку и неожиданно атаковала французов, которые до сего момента полагали, что противник отступает. Гонсало де Кордова вновь одерживает блестящую победу: ловко маневрируя частями армии и вновь не без помощи огнестрельного оружия, испанский генерал в конце концов зажимает французское войско в Гаете. Через несколько дней осады французы капитулировали. Испанцы праздновали триумф.
После поражения в битве при Гарильяно французская военная деятельность в Италии оказалась полностью парализована. В 1504 году в Блуа между Испанией и Францией был подписан мирный договор, по которому последние признали Неаполитанское королевство владением Испанской короны.

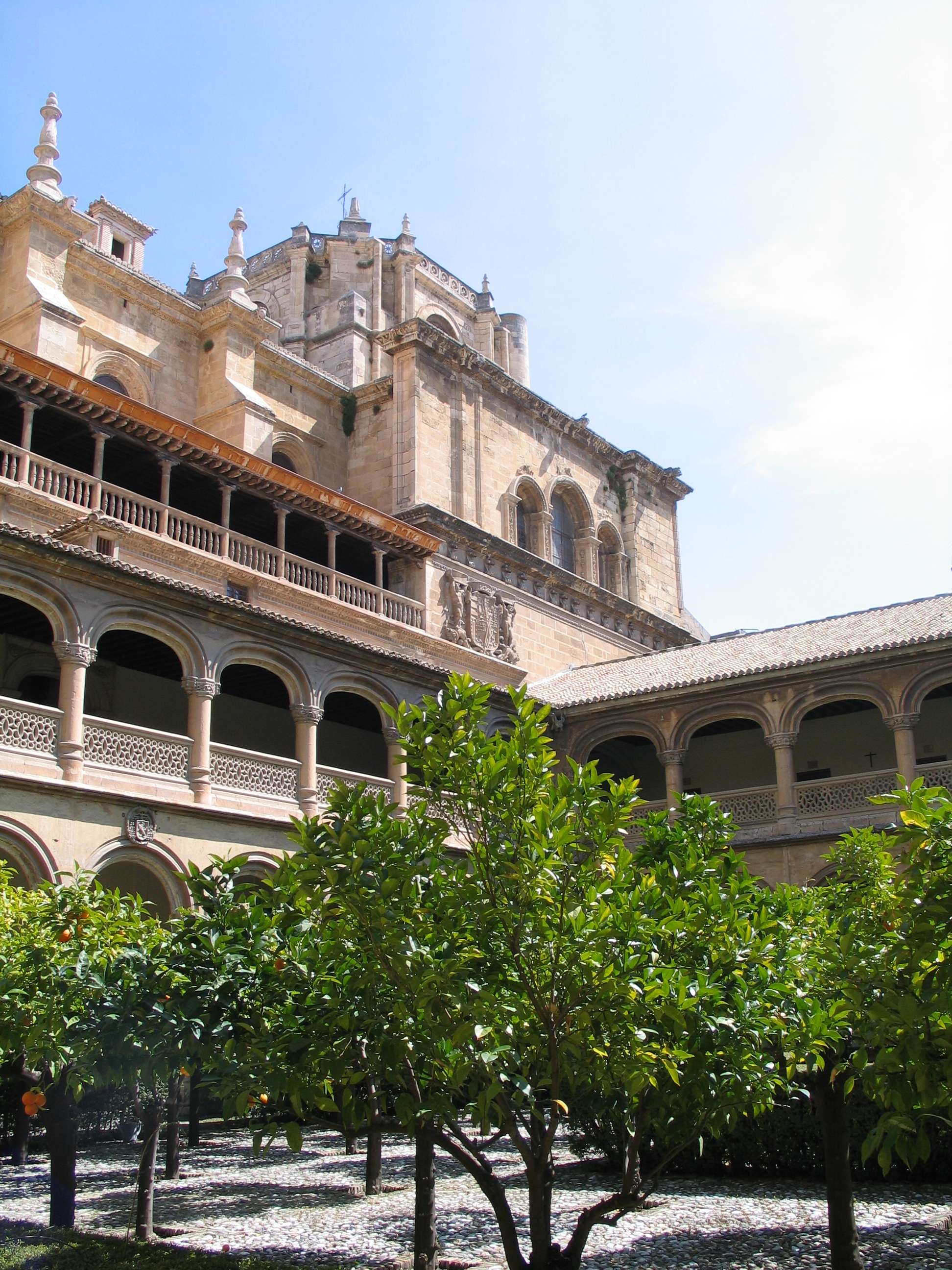
Монастырь Сан-Херонимо в Гранаде

## В отставке. Последние годы жизни
В ходе успешных кампаний в Италии Гонсало де Кордова заслужил неслыханную популярность среди своих соотечественников, его имя прогремело на всю Европу. За свои блестящие победы Гонсало получил прозвище «El Gran Capitán» — «Великий Капитан». После смерти покровительницы Гонсало, королевы Кастилии и Леона, Изабеллы I в 1504 году, единую Испанию возглавил её вдовец Фердинанд II Арагонский. Чрезмерная популярность испанского военачальника вызвала опасения монарха. По королевскому указу Гонсало вернулся в Испанию, где в своём имении в Гранаде официально отрёкся от военной службы.
1 декабря 1515 года жизнь Гонсало де Кордовы оборвалась. Врачи констатировали смерть от малярии — болезни, которую, предположительно, испанский генерал подхватил ещё в ходе итальянских войн.
Похоронен в монастыре Сан-Херонимо в Гранаде. Его каменная гробница и по сей день находится у подножия ступеней перед алтарем.
Фигура Гонсало де Кордовы оставила большой след в мировой истории; новатор и реформатор, он радикальным образом изменил и преобразил испанскую армию. Одним из первых военачальников в сражениях он начал широко использовать огнестрельное оружие, вытеснившее вскоре с арены военной истории привычное холодное оружие. Блестящее понимание того, как нужно управлять войсками, позволило ему создать более гибкую и эффективную систему командования армией. На целое столетие Гонсало Фернандес де Кордова обеспечил военное доминирование Испании в Европе.

## Браки и дети
Гонсало Фернандес де Кордова впервые женился в 1474 году на своей двоюродной сестре Марии де Сотомайор. Примерно через год она умерла, родив мертворожденного сына. 14 февраля 1489 года он во второй раз женился на Марии Манрике де Лара-и-Фигероа, также известной как Мария Манрике де Лара-и-Эспиноса (? — 1527), из влиятельной и богатой дворянской семьи. У супругов было две дочери: Беатрис и Эльвира. Его единственная оставшаяся в живых дочь, Эльвира Фернандес де Кордова (? — 1524), унаследовала все его титулы после его смерти в 1515 году.

## Образ в культуре

### В кино
- Сериал «Борджиа» (Borgia) (Франция, Германия, Чехия, Италия, 2011—2014), в роли снимался Скотт Клевердон.
- Сериал «Изабелла» (Isabel) (Испания, 2011—2014), роли снимался Серхио Перис-Менчета